# Nemzeti Sport Online
A Nemzeti Sport Online (rövidítve: NSO) a Nemzeti Sport napilap 1997-ben indult internetes mutációja.

## Története
A sportnapilap internetes változata 1997. október 10-én, - az 1998-as labdarúgó-világbajnokság egyik Helsinkiben zajló selejtező mérkőzése előtti napon - indult el egy akkori mobilszolgáltatóval, a Westel 900 GSM Mobil Távközlési Rt.-vel együttműködve, így induláskori internetcíme is nsport.westel900.net lett. Első felelős szerkesztője Szekeres Tamás volt. 2003-ban www.vizipolo.hu önálló címen, de a Nemzeti Sport Onlinehoz kötődően indult el a vízilabda tematikájú oldal (2018-ban már nem volt elérhető).
2006-ban az online anyagok hozzáférhetőségének ingyenességét megszüntették: a 90 forintos emelt díjú SMS-t küldők számára biztosítottak 24 órás ingyenes hozzáférhetőséget az internetes anyagokhoz. Nyár végére azonban bebizonyosodott, hogy a fizetős gyakorlat nem váltotta be a hozzá fűzött reményeket. Ebben az időben több hazai napilap internetes változata korlátozta, vagy tette fizetőssé a hozzáférést: az NSO-n kívül Világgazdaság, Napi Gazdaság és a Magyar Nemzet online változata állt át az új konstrukcióra. Az NSO látogatóinak száma ekkor munkanapokon átlagosan 57 ezer volt. 
2007-ig az NSO-t a laptól különböző újságírógárda alkotta, ekkor azonban önálló rovatként beolvasztották az online lap szerkesztőségét a nyomtatott újságba. Ugyanekkor újult meg az internetes változat arculata, amit a nyomtatott lapéhoz igazítottak. Döntöttek arról is, hogy a nyomtatott lap anyagainak ingyenes internetes hozzáférhetőségét megszüntetik, az online változat a jövőben csak az internetes rovat munkatársai által összeállított híreket közli. A Nemzeti Sport 2006 utolsó negyedévében naponta átlagosan 79 ezer példányban fogyott, míg az NSO egyedi látogatóinak száma naponta 75 ezer körül alakult.
2007 júliusában indult az NSO mobilbarát változata kevesebb képanyaggal, de a mobiltelefonok képernyőihez illeszkedő tördeléssel. 2009-ben bevezették a nyomtatott napilap betördelt elektronikus formátumának internetes előfizetését: a Lapcentrum oldalán havi előfizetés keretében letölthetővé vált a napilap legfrissebb kiadása.
2018-ban adták hírül, hogy a Storyclash alkalmazás adatai szerint az NSO Facebook-oldalán regisztrált interakciók (lájk, megosztás, komment) száma egy hónap alatt meghaladta a kétmilliót (2,156 millió), ezzel megelőzték az Index és az Origo közösségi oldalán mért reagálásokat. 2014-ben az online változat elnyerte Az Év Honlapja Média kategória 2014-es minőségi díját. Ekkor a sporthíroldal napi 140-150 ezres egyedi látogatóról számolt be.

## Felépítése
Az online változat szerkezete hasonlít a nyomtatott lap rovatbeosztásához. A főmenüsor két labdarúgással kapcsolatos opcióval kezdődik - belföldi és külföldi - majd kézilabda, csapatsportok, Formula–1, egyéni sportok és a jelentősebb hazai és nemzetközi mérkőzések adatbázisával zárul. Valamennyi menüpont további almenükkel egészül ki.